# Asphondylia baccharis
Asphondylia baccharis är en tvåvingeart som beskrevs av Jean-Jacques Kieffer och Herbst 1905. Asphondylia baccharis ingår i släktet Asphondylia och familjen gallmyggor. Inga underarter finns listade i Catalogue of Life.